# Битва за Нючжуан и Инкоу
Битва за Нючжуан и Инкоу, также известная как Битва за Нючжуан или Битва за Инкоу (4-6 марта 1895 года) — последнее крупное сухопутное сражение Первой японо-китайской войны. Разница в названиях объясняется тем, что при подписании англо-китайского договора 1858 года Нючжуан был включён в число «открытых портов», однако потом обнаружилось, что река Ляохэ, на которой он стоит, является слишком мелкой для морских судов, и порт был перенесён в возникший в её устье Инкоу, который в западных источниках продолжали именовать «Нючжуаном».

## Перед сражением
Чтобы изгнать японцев из Маньчжурии, в декабре 1894 года Цинская империя перебросила на север те части Хуайской армии, которые ещё не участвовали в боях. Китайцы усилили портовый город Нючжуан-Инкоу примерно 20 000 человек, включая большой отряд кавалерии. Еще один отряд численностью около 20 000 человек усилил Ляоян на севере. Командование над ними 1 февраля принял наместник Лянцзяна Лю Куньи со своими заместителями — У Дачэном и Сун Цином. После падения Вэйхайвэя в начале 1895 года цинское правительство перебросило на маньчжурский фронт последние свободные войска — Сянскую армию. Была создана более чем 60-тысячная группировка войск с задачей остановить японское продвижение на рубеже реки Ляохэ.

## Ход сражения

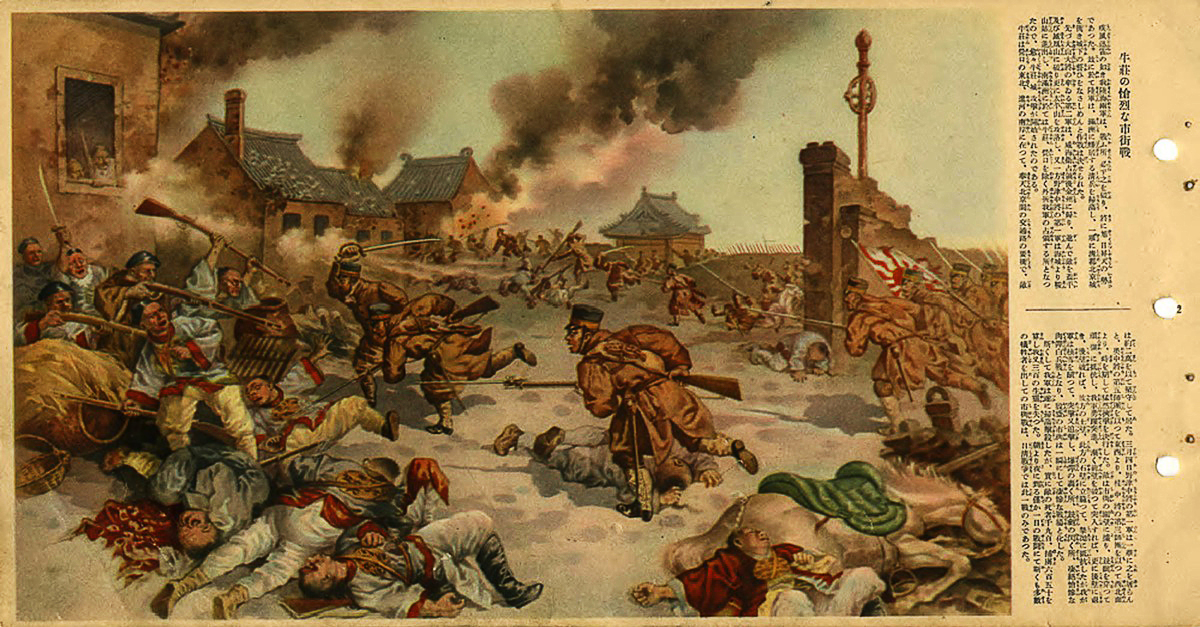
Рисунок. Битва за Инкоу

16 февраля Лю начал атаку силами 16 000 человек на японские войска, дислоцированные в Хайчэне. Атака была отбита с потерями 150 человек убитыми и ранеными. Однако, когда новости о захвате японцами Вэйхайвея 12 февраля дошли до цинской армии, атака была отменена. Деморализованные солдаты начали дезертировать.
28 февраля японские войска под командованием генерала Нодзу Мичицуры начали контратаку на Ляоян и Нючжуан, начав с артиллерийского обстрела, за которым последовало наступление пехоты на широком фронте. Войска Цин были отброшены и рассредоточенно отступили в сторону Цзиньчжоу на северо-востоке, оказывая лишь слабое и спорадическое сопротивление. Часть японской армии под командованием генерал-лейтенанта Кацуры Таро 3 марта выступила в преследование китайцев, отступающих за стены Ляояна, а основные силы в составе 3-й и 5-й дивизий генерала Нозу 3 марта достигли Нючжуана 4 марта.
После двухчасового артиллерийского обстрела цинские войска почти без сопротивления ушли со стен Нючжуана и покинули город. Однако как только отступление было остановлено, цинские войска вступили в бой прямо на улицах города, который быстро перерос в рукопашный бой. С наступлением ночи бои прекратились, и цинские солдаты бежали, а оставшиеся (около 600 человек) сдались. Как и в предыдущих боях, большое количество  вооружения было захвачено японцами.
После захвата города японские войска под командованием генерала Ноги Маресуке и генерал-лейтенанта Ямадзи Мотохару атаковали и захватили прибрежные форты, чтобы защитить вход в порт Нючжуан, где китайцы попытались перегруппироваться. 6 марта они без боя вступили на территорию международного порта Инкоу, а затем обстреляли город Тяньчжуантай, расположенный на другом берегу реки Ляохэ, и полностью разрушили его.

## Результаты
Захват Инкоу ознаменовал фактическое окончание китайско-японской войны на материке. Подход войск противника к столичной провинции Чжили вызвал панику в Пекине. 30 марта было объявлено 20-дневное перемирие в Маньчжурии и Северном Китае. Начались мирные переговоры, приведшие к подписанию Симоносекского договора.